# 인풍전대 허리케인저
《인풍전대 허리케인저》(일본어: 忍風戦隊ハリケンジャー 닌푸센타이 하리켄자[*])는 일본의 도에이가 제작한 특촬 드라마 슈퍼 전대 시리즈의 26번째 작품으로, 2002년 2월 17일부터 2003년 2월 9일까지 일본 TV 아사히에서 방영되었다. 선전 문구는 "사람도 모르게, 세상도 모르게, 그림자가 되어 악을 쳐부순다!" (人も知らず 世も知らず 影となりて悪を討つ！ 히토모 시라즈, 요모 시라즈, 카게토 나리 아쿠오 우츠![*])이다. 미국에서 2003년 《파워레인저 닌자 스톰》으로 리메이크되어 방영되었다. 또한, 이 전대는 닌자전대 카쿠레인저에 이은 2번째 닌자 전대이기도 하다.

## 줄거리
센고쿠 시대부터 전통을 지닌 닌자 집단 하야테류(疾風流, はやてりゅう)는 라이벌인 신라이류(迅雷流, しんらいりゅう)와의 대결을 앞둔 어느 날 아침, 유파의 근거지인 양성학교 닌풍관 (忍風館)과 학생들이 "우주인군 자칸자" (宇宙忍群ジャカンジャ)라 자칭하는 무리의 습격을 받아 소멸하고 말았다. 그들에게 저항하던 관장 히나타 무겐사이 또한 승산이 불리해지자 햄스터로 둔갑하여 탈출, 자신의 딸이자 각종 장비의 개발로 "카라쿠리 박사" (からくり博士 카라쿠리 하카세[*])라 불리던 히나타 오보로에게로 탈출한다.
하야테류를 배우던 학생들은 전부 소멸한 줄 알았으나, 아침 조례에 나가지 않았던 시이나 요스케, 노노 나나미, 비토 코우타 등 세 명은 살아남았다. 인풍관에서 세 명의 선배 자리이기도 했던 오보로는, 햄스터에서 인간으로 돌아오는 주문을 잊어버려 움직이는 데 제약이 생긴 무겐사이의 뜻을 이어 세 명의 닌자들에게 강화 슈츠를 줌으로써, 200년 동안 후계자가 없었던 하야테류 전설의 닌자 "허리켄저" (ハリケンジャー)로서 자칸자와 싸우도록 명령한다.
그러나 살아남은 것은 인풍류의 세 명 뿐만이 아니었다. 신라이류 닌자면서도 신라이류와는 별도로 행동했던 카스미 잇코·잇슈 형제 (전광석화 고우라이저)도 자칸자의 습격에서 살아남았던 것이다. 처음에 두 형제는 같이 싸우자는 요스케의 호소를 거절하지만, 이후 요스케 일행과 함께 싸우게 되며, 정체불명의 천공닌자 슈리켄저도 허리켄저, 고우라이저의 싸움에 동참한다.

## 개요
인풍전대 허리켄을 시작으로 "~레인저"로 끝나는 혼성어로 작명된 작품 수가 "~맨"(Man)으로 끝나는 혼성어로 작명된 작품 수를 넘어섰다. 또, 슈퍼 전대 시리즈 중에서는 처음으로 "레인저"의 일부분만을 채용한 작명식을 채택하였으며, 이는 《굉굉전대 보우켄저》, 《염신전대 고온저》, 《사무라이전대 신켄저》, 《천장전대 고세이저》 등의 작명법과 같다. 《닌자전대 카쿠레인저》처럼 닌자(忍者)를 모티브로 하고 있으며, 《초수전대 라이브맨》에 이어 세 명의 기본 멤버로 시작하는 전대이다. 프로듀서 히카사 준과 각본가 미야시타 준이치는 지금까지의 5인 전대 체제가 아닌 3인 전대 체제로 구성함으로써 캐릭터 한 명 한 명의 묘사에 중점을 두고자 했다고 밝혔다.

## 허리케인저
- 시나 요스케 / 허리케인 레드 (국내명(파워레인저 캡틴포스): 시나 / 스톰 레드) (19세 (1983년 출생))
- 노노 나나미 / 허리케인 블루 (국내명(파워레인저 캡틴포스): 노노 / 스톰 블루) (18세 (1984년 출생))
- 비토 코타 / 허리케인 옐로 (국내명(파워레인저 캡틴포스): 비토 / 스톰 옐로) (20세 (1982년 출생))

전광석화 고우라이저 (7회부터 등장)
- 카스미 잇코 / 카부토 라이저 (국내명(파워레인저 캡틴포스): 잇코 / 카부토 라이저) (24세 (1978년 출생))
- 카스미 잇슈 / 쿠와가 라이저 (국내명(파워레인저 캡틴포스): 잇슈 / 스태그 라이저) (21세 (1981년 출생))

천공닌자 슈리켄저 (21회부터 등장)
- 슈리켄저 (국내명(파워레인저 캡틴포스): 스톰 그린)

## 캐스트
- 시이나 요스케 - 시오야 슌-전광주
- 노노 나나미 - 나가사와 나오-이명희
- 비토 코우타 - 야마모토 코헤이-임경명
- 카스미 잇코 - 시라카와 유지로
- 카스미 잇슈 - 쿄 노부오
- 히나타 오보로 - 다카다 쇼코
- 히나타 무겐사이 - 니시다 겐
- 후라비조 - 야마모토 아즈사
- 웬디누 - 후쿠즈미 미오
- 하세 후토시 - 데루야 히로시
- 카구라 - 미와 히토미

### 목소리 출연
- 슈리켄저 - 마츠노 타이키-황창영
- 타우 잔트 - 야나다 키요유키
- 츄우즈보 - 고리 다이스케
- 만마루바 - 이마무라 타카히로
- 사가인 - 오카모토 요시노리
- 사타라쿠라 - 시마다 빈
- 산다루 - 이케다 슈이치
- 나레이터, 후라이마루 - 미야타 히로노리

### 특별 출연
- 카스미 잇키 - 단 지로
- 타이 쇼이치로 - 와키 도모히로
- 비토 메이코 - 가쓰라 아사미
- 비토 아야메 - 도다 히로코
- 슈리켄저의 인간 형태
  - 카키오 타로 (23) - 오시바 구니히코
  - 츠즈미 롯페이 (24) - 니시오카 류이치로
  - 미사키 카즈야 (26) - 마츠카제 마사야
  - 하시모토 요시나리 (34) - 마스지마 요시히로
  - 나메카와 카즈마 - 기시 유지
  - 사카키 텟페이 (39) - 이즈미 슈헤이
  - 하마다 산페이 (42) - 노미 다쓰야
  - 키쿠치 조 (44) - 시시도 마사루
  - 레츠도 (45) - 오오바 켄지

### 극장판 및 V시네마
- 라이나 공주 - 요시노 사야카
- 너클의 목소리 - 미야무라 유코
- 히자루, 아슈라자루의 목소리 - 후루타 아라타
- 블리자루의 목소리 - 무라오카 히로유키
- 츄보우즈의 목소리 (허리켄저 vs. 가오레인저) - 기시 유지

### 슈트 액터
- 허리켄 레드, 고우라이진 - 후쿠자와 히로후미
- 허리켄 블루 - 오노 유키
- 허리켄 옐로 - 타케우치 야스히로
- 카부토라이저, 센푸진, 고우라이 센푸진, 텐라이 센푸진 - 쿠사카 히데아키
- 쿠와가라이저 - 이마이 야스히코
- 슈리켄저, 텐쿠진 - 미무라 코지
- 츄우즈보, 만마루바, 산다루 - 하치스카 유이치
- 사가인 - 오카모토 요시노리
- 사타라쿠라 - 가이 쇼마

## 등장 메카

### 시노비 머신(닌자 머신)
- 허리켄 호크(스톰 팔콘) ■
- 허리켄 돌핀(스톰 돌핀) ■
- 허리켄 레온(스톰 레온) ■
- 고우라이 비틀 ■
- 고우라이 스태그 ■
- 천공신(크로스 킹) ■

### 로봇
메인 메카
- 1호 메카 - 선풍신(허리케인 킹)
- 2호 메카 - 굉뢰신(썬더 킹)
- 3호 메카 - 천공신(크로스 킹)

슈퍼 합체
- 슈퍼 합체 1호 메카 - 굉뢰 선풍신(썬더 허리케인 킹)
- 슈퍼 합체 2호 메카 - 천뢰 선풍신(크로스 허리케인 킹)